# Rheinland-Pfälzischer Eis- und Rollsport-Verband
Der Rheinland-Pfälzischer Eis- und Rollsport-Verband (RPERV) ist der für Rheinland-Pfalz zuständige Fachverband des Eis- und Rollsports. Gegründet wurde der Verband im September 1966 in Landau in der Pfalz. Der statutarische Sitz ist in Landau, die Geschäftsstelle des Verbands ist in Worms.
Der Verband ist Mitglied im Deutschen Eishockey-Bund, in der Deutschen Eislauf-Union, im Deutschen Eisstockverband, im Deutschen Rollsport und Inline-Verband sowie im Landessportbund Rheinland-Pfalz.
Gründungspräsident war Rudolf Mende. Aktuell führt Thomas Rücker das Präsidium an.

## Eishockey
Dem RPERV gehören Stand Februar 2021 neun Eishockeyclubs an. Diese nehmen in der Regel an den Ligen der umliegenden Landesverbänden (Nordrhein-Westfalen, Hessen und Baden-Württemberg) teil. Daneben wird aber auch regelmäßig eine Landesliga ausgespielt, unter wechselnden Namen (z. B. Rheinland-Pfalzliga, Regionalliga Rheinland-Pfalz). Bis etwa 2010 beteiligten sich auch Mannschaften aus Luxemburg am Spielbetrieb der Liga. Die Eishockeysparte des Saarländischen Eis- und Rollsport-Verbands war zeitweise der Eishockeysparte des RPERV angeschlossen, inzwischen existiert im Saarland aber kein aktiver Eishockeyclub mehr.

### Meister

#### Rheinland-Pfalz-Liga
- 2001/02 EHC Zweibrücken
- 2002/03 SC Mittelrhein Neuwied 1b
- 2003/04 SC Mittelrhein Neuwied 1b
- 2004/05 EHC Zweibrücken
- 2005/06 EV Bitburg
- 2006/07 EV Bitburg 1b
- 2007/08 Puckers Luxemburg
- 2008/09 EHC Neuwied 1b
- 2009/10 Bitburger Bären
- 2010/11 Bitburger Bären
- 2011/12 Bitburger Bären
- 2012/13 Mainzer Wölfe
- 2013/14 Bitburger Bären
- 2014/15 Eifel-Mosel Bären
- 2015/16 Eifel-Mosel Bären
- 2016/17 EHC Neuwied 1b
- 2018/19 Eifel-Mosel Bären 1b
- 2019/20 EG Diez-Limburg 1b

#### Bezirksliga Rheinland-Pfalz
- 2011/12 Bitburger Bären 1b
- 2012/13 EHC Zweibrücken 1b
- 2013/14 EHC Zweibrücken 1b